# Zé Espinguela
José Gomes da Costa também chamado Zé Spinelli e Zé Espinguela (Rio de Janeiro, c. 1890 – Rio de Janeiro, 1945), foi um jornalista, escritor, pai-de-santo e sambista carioca, integrante do Bloco dos Arengueiros, fundador da Estação Primeira de Mangueira e organizador de um concurso entre sambistas em 20 de janeiro de 1929. O concurso aconteceu em sua casa, na Rua Adolpho Bergamini, a mesma onde hoje fica a escola Arranco, no Engenho de Dentro.

## Biografia
Apesar de ser mangueirense, Zé Espinguela atuou de forma imparcial como juiz do concurso, premiando o Conjunto Oswaldo Cruz, atual Portela. Por ironia, o grupo que é considerado a primeira escola de samba, o Deixa Falar, acabou eliminado por Espinguela, por apresentar instrumentos de sopro, proibidos por serem considerados avessos ao samba moderno, que eles próprios estavam promovendo.
Amigo de Villa-Lobos, Zé Espinguela foi uma figura de suma importância para o samba.
Nos anos finais da Segunda Guerra Mundial (1939-1945), Zé Espinguela, que devia estar se aproximando dos sessenta anos, sentiu aproximar-se o fim da existência. Segundo Arthur de Oliveira, ele "reuniu os adeptos do centro religioso e dirigiu-se ao morro da Mangueira para despedir-se do seu reduto preferido. Lá chegaram no princípio da noite. A favela, de luzes apagadas, descansava da trabalheira do dia. Eis que surge o grupo, em cortejo pelos becos e ruelas, cantando um samba que Espinguela compôs especialmente para o momento. Era como um samba-enredo. Desfilavam, dançavam e cantavam, com o ritmo alegre, a melodia triste, e as vozes alvissareiras das pastoras. Os barracos aos poucos se acenderam. Os negros foram abrindo as janelas e o morro transformou-se num céu no chão, iluminado, silencioso e reverente. A voz de Espinguela dominava o coro: a favela compartilhava da cerimônia do passamento do seu sambista com aquela vivência afro-brasileira da morte, presente nos gurufins e tão diversa do sentimento judaico-cristão das classes dominantes".